# Università Babeș-Bolyai
L'Università Babeș-Bolyai (in romeno Universitatea Babeș-Bolyai) è un'università situata a Cluj-Napoca in Romania, conosciuta comunemente anche con il nome abbreviato di UBB. Con più di 41.000 studenti nel 2014, è la più grande università del paese. L'Università Babeș-Bolyai offre programmi di studio in rumeno, ungherese, tedesco, inglese e francese. L'università prende il nome da due importanti scienziati della Transilvania: il batteriologo Victor Babeș e il matematico ungherese János Bolyai.